# 東京都第16区
東京都第16区（とうきょうとだい16く）は、日本の衆議院議員総選挙における選挙区。1994年（平成6年）の公職選挙法改正で設置。

## 区域

### 現在の区域
2022年（令和4年）公職選挙法改正以降の区域は以下のとおりである。一部が14区に移行した。
- 江戸川区（14区に属しない区域）
  - 本庁管内の中央1〜3丁目、松江1〜7丁目、大杉1〜5丁目、西一之江1〜4丁目、春江町4丁目、一之江1〜8丁目、西瑞江4丁目、江戸川4丁目、松本1・2丁目
  - 葛西・東部・鹿骨の各事務所管内

### 2017年から2022年までの区域
2017年（平成29年）公職選挙法改正から2022年の小選挙区改定までの区域は以下のとおりである。上一色、本一色、興宮町は2017年の区割変更に、17区に移行した。
- 江戸川区（小岩事務所管内、上一色1〜3丁目・本一色1〜3丁目・興宮町を除く）
  - 本庁管内の中央1〜4丁目、松島1〜4丁目、松江1〜7丁目、東小松川1〜4丁目、西小松川町、大杉1〜5丁目、西一之江1〜4丁目、春江町4丁目、一之江1〜8丁目、西瑞江4丁目、江戸川4丁目、松本1・2丁目
  - 小松川・葛西・東部・鹿骨の各事務所管内

### 2013年から2017年までの区域
2013年（平成25年）公職選挙法改正から2017年の小選挙区改定までの区域は以下のとおりである。上一色三丁目は2013年の区割変更に17区に移行した。
- 江戸川区
  - 本庁管内（上一色3丁目を除く）
    - 中央1〜4丁目、松島1〜4丁目、松江1〜7丁目、東小松川1〜4丁目、西小松川町、大杉1〜5丁目、西一之江1〜4丁目、春江町4丁目、一之江1〜8丁目、西瑞江4丁目、江戸川4丁目、松本1・2丁目、上一色1・2丁目・本一色1〜3丁目・興宮町

  - 小松川・葛西・東部・鹿骨の各事務所管内

### 2013年以前の区域
1994年（平成6年）公職選挙法改正から2013年の小選挙区改定までの区域は以下のとおりである。
- 江戸川区
  - 本庁管内
  - 小松川・葛西・東部・鹿骨の各事務所管内

## 歴史
小選挙区制移行後初となる1996年の総選挙では自民党の島村宜伸が当選しているが、2000年の総選挙では、島村の父・一郎の秘書を務め、1976年第34回衆議院議員総選挙の一郎の後継を巡る旧東京10区での対決以来因縁のある元都議の宇田川芳雄が無所属で立候補し自民党系陣営が分裂。宇田川が島村と3,282票差で競り勝ち、島村は東京都内の他選挙区でベテラン議員が相次いで敗れた影響もあり議席を失った。その後、2003年の総選挙では島村が9,826票差で返り咲き、続く2005年の総選挙で郵政民営化法に反対して農林水産大臣を罷免されながらも次点以下を大きく引き離し連続で当選している。
民主党は、1996年の総選挙で公認候補だった井上和雄が東京14区へ転出したため、同じ選挙で隣接の千葉5区から新進党公認で立候補した中津川博郷が転入し、2000年と2003年に比例復活当選している。その後、2009年は前都議の初鹿明博が公認候補となって民主党への追い風も受け島村を破り当選した。
2012年では初鹿は日本未来の党へ、中津川は日本維新の会へ移籍したが、いずれも自民党の新人大西英男に敗れ、落選した。大西は区議・都議時代から築いた地盤を武器に2014年も当選した。初鹿はさらに維新の党に移籍し、2014年の選挙では比例復活で国政復帰を果たした。なお、2014年は東京都区部内では最低投票率を記録した。2017年の選挙では大西と立憲民主党へ移った初鹿の接戦になったが大西が制し初鹿は比例復活となったが、2021年の選挙では大西が他の比例復活を許さない圧勝を見せた。
2024年の総選挙では、大西英男の次男である大西洋平が自民党から立候補し当選したが、立憲民主党の柴田勝之に比例復活を許した。

## 選出議員
| 選挙名                 | 年     | 当選者     | 党派       |
| ---------------------- | ------ | ---------- | ---------- |
| 第41回衆議院議員総選挙 | 1996年 | 島村宜伸   | 自由民主党 |
| 第42回衆議院議員総選挙 | 2000年 | 宇田川芳雄 | 無所属     |
| 第43回衆議院議員総選挙 | 2003年 | 島村宜伸   | 自由民主党 |
| 第44回衆議院議員総選挙 | 2005年 | 島村宜伸   | 自由民主党 |
| 第45回衆議院議員総選挙 | 2009年 | 初鹿明博   | 民主党     |
| 第46回衆議院議員総選挙 | 2012年 | 大西英男   | 自由民主党 |
| 第47回衆議院議員総選挙 | 2014年 | 大西英男   | 自由民主党 |
| 第48回衆議院議員総選挙 | 2017年 | 大西英男   | 自由民主党 |
| 第49回衆議院議員総選挙 | 2021年 | 大西英男   | 自由民主党 |
| 第50回衆議院議員総選挙 | 2024年 | 大西洋平   | 自由民主党 |

## 選挙結果
時の内閣：第1次石破内閣 解散日：2024年10月9日 公示日：2024年10月15日
当日有権者数：39万804人 最終投票率：51.38% （全国投票率：53.85%（2.08%））
| 当落 | 候補者名   | 年齢 | 所属党派     | 新旧 | 得票数   | 得票率 | 惜敗率 | 推薦・支持 | 重複 |
| ---- | ---------- | ---- | ------------ | ---- | -------- | ------ | ------ | ---------- | ---- |
| 当   | 大西洋平   | 46   | 自由民主党   | 新   | 71,728票 | 37.34% | ――     | 公明党推薦 | ○    |
| 比当 | 柴田勝之   | 56   | 立憲民主党   | 新   | 60,714票 | 31.61% | 84.64% |            | ○    |
|      | 中津川博郷 | 75   | 日本維新の会 | 元   | 28,538票 | 14.86% | 39.79% |            | ○    |
|      | 有田正寿   | 43   | 参政党       | 新   | 16,636票 | 8.66%  | 23.19% |            |      |
|      | 宮本栄     | 62   | 日本共産党   | 新   | 14,464票 | 7.53%  | 20.17% |            |      |

時の内閣：第1次岸田内閣 解散日：2021年10月14日 公示日：2021年10月19日
当日有権者数：46万5115人 最終投票率：51.58%（前回比：4.09%） （全国投票率：55.93%（2.25%））
| 当落 | 候補者名   | 年齢 | 所属党派                             | 新旧 | 得票数   | 得票率 | 惜敗率 | 推薦・支持 | 重複 |
| ---- | ---------- | ---- | ------------------------------------ | ---- | -------- | ------ | ------ | ---------- | ---- |
| 当   | 大西英男   | 75   | 自由民主党                           | 前   | 88,758票 | 38.67% | ――     | 公明党推薦 |      |
|      | 水野素子   | 51   | 立憲民主党                           | 新   | 68,397票 | 29.80% | 77.06% |            | ○    |
|      | 中津川博郷 | 72   | 日本維新の会                         | 元   | 39,290票 | 17.12% | 44.27% |            | ○    |
|      | 太田彩花   | 26   | 日本共産党                           | 新   | 26,819票 | 11.68% | 30.22% |            |      |
|      | 田中健     | 55   | NHKと裁判してる党 弁護士法72条違反で | 新   | 6,264票  | 2.73%  | 7.06%  |            | ○    |

- 水野は2022年の第26回参議院議員通常選挙に神奈川県選挙区で立候補し補欠当選（任期は3年）。

時の内閣：第3次安倍第3次改造内閣 解散日：2017年9月28日 公示日：2017年10月10日
当日有権者数：46万2216人 最終投票率：47.49%（前回比：1.57%） （全国投票率：53.68%（1.02%））
| 当落 | 候補者名 | 年齢 | 所属党派   | 新旧 | 得票数   | 得票率 | 惜敗率 | 推薦・支持 | 重複 |
| ---- | -------- | ---- | ---------- | ---- | -------- | ------ | ------ | ---------- | ---- |
| 当   | 大西英男 | 71   | 自由民主党 | 前   | 84,457票 | 40.91% | ――     | 公明党推薦 | ○    |
| 比当 | 初鹿明博 | 48   | 立憲民主党 | 前   | 71,405票 | 34.59% | 84.55% |            | ○    |
|      | 田村謙治 | 49   | 希望の党   | 元   | 50,568票 | 24.50% | 59.87% |            | ○    |

- 初鹿は不祥事により立憲民主党を離党したのち2020年10月に議員辞職。
- 中津川は比例東京ブロック単独候補として立候補し、落選（日本維新の会）。
- 田村は第47回までは静岡4区で活動。

時の内閣：第2次安倍改造内閣 解散日：2014年11月21日 公示日：2014年12月2日
当日有権者数：45万5218人 最終投票率：49.06%（前回比：8.46%） （全国投票率：52.66%（6.66%））
| 当落 | 候補者名 | 年齢 | 所属党派   | 新旧 | 得票数   | 得票率 | 惜敗率 | 推薦・支持     | 重複 |
| ---- | -------- | ---- | ---------- | ---- | -------- | ------ | ------ | -------------- | ---- |
| 当   | 大西英男 | 68   | 自由民主党 | 前   | 98,536票 | 46.25% | ――     | 公明党推薦     | ○    |
| 比当 | 初鹿明博 | 45   | 維新の党   | 元   | 56,701票 | 26.62% | 57.54% | 民主党都連推薦 | ○    |
|      | 大田朝子 | 30   | 日本共産党 | 新   | 36,976票 | 17.36% | 37.53% |                | ○    |
|      | 石井義哲 | 57   | 次世代の党 | 新   | 11,484票 | 5.39%  | 11.65% |                | ○    |
|      | 岡本貴士 | 34   | 無所属     | 新   | 9,334票  | 4.38%  | 9.47%  |                | ×    |

時の内閣：野田第3次改造内閣 解散日：2012年11月16日 公示日：2012年12月4日
当日有権者数：45万2248人 最終投票率：57.52%（前回比：4.42%） （全国投票率：59.32%（9.96%））
| 当落 | 候補者名   | 年齢 | 所属党派     | 新旧 | 得票数   | 得票率 | 惜敗率 | 推薦・支持   | 重複 |
| ---- | ---------- | ---- | ------------ | ---- | -------- | ------ | ------ | ------------ | ---- |
| 当   | 大西英男   | 66   | 自由民主党   | 新   | 95,222票 | 38.04% | ――     | 公明党推薦   | ○    |
|      | 中津川博郷 | 63   | 日本維新の会 | 前   | 46,537票 | 18.59% | 48.87% |              | ○    |
|      | 上田令子   | 47   | みんなの党   | 新   | 43,179票 | 17.25% | 45.35% |              | ○    |
|      | 初鹿明博   | 43   | 日本未来の党 | 前   | 27,525票 | 10.99% | 28.91% | 新党大地推薦 | ○    |
|      | 今野克義   | 40   | 民主党       | 新   | 22,741票 | 9.08%  | 23.88% | 国民新党推薦 | ○    |
|      | 島長香代子 | 63   | 日本共産党   | 新   | 15,145票 | 6.05%  | 15.90% |              |      |

- 上田は2013年東京都議会議員選挙に立候補して当選。

時の内閣：麻生内閣 解散日：2009年7月21日 公示日：2009年8月18日
当日有権者数：45万445人 最終投票率：61.94%（前回比：1.58%） （全国投票率：69.28%（1.77%））
| 当落 | 候補者名 | 年齢 | 所属党派   | 新旧 | 得票数    | 得票率 | 惜敗率 | 推薦・支持 | 重複 |
| ---- | -------- | ---- | ---------- | ---- | --------- | ------ | ------ | ---------- | ---- |
| 当   | 初鹿明博 | 40   | 民主党     | 新   | 128,400票 | 47.35% | ――     |            | ○    |
|      | 島村宜伸 | 75   | 自由民主党 | 前   | 113,634票 | 41.90% | 88.50% |            |      |
|      | 河合恭一 | 57   | 日本共産党 | 新   | 23,385票  | 8.62%  | 18.21% |            |      |
|      | 小島一郎 | 38   | 幸福実現党 | 新   | 5,763票   | 2.13%  | 4.49%  |            |      |

- 中津川は比例東京ブロック単独候補として立候補し、当選。

時の内閣：第2次小泉改造内閣 解散日：2005年8月8日 公示日：2005年8月30日
当日有権者数：43万9858人 最終投票率：60.36%（前回比：6.09%） （全国投票率：67.51%（7.65%））
| 当落 | 候補者名   | 年齢 | 所属党派   | 新旧 | 得票数    | 得票率 | 惜敗率 | 推薦・支持 | 重複 |
| ---- | ---------- | ---- | ---------- | ---- | --------- | ------ | ------ | ---------- | ---- |
| 当   | 島村宜伸   | 71   | 自由民主党 | 前   | 145,439票 | 56.96% | ――     |            | ○    |
|      | 中津川博郷 | 56   | 民主党     | 前   | 84,564票  | 33.12% | 58.14% |            | ○    |
|      | 安部安則   | 49   | 日本共産党 | 新   | 25,328票  | 9.92%  | 17.41% |            |      |

時の内閣：第1次小泉第2次改造内閣 解散日：2003年10月10日 公示日：2003年10月28日
当日有権者数：43万2954人 最終投票率：54.27%（前回比：2.09%） （全国投票率：59.86%（2.63%））
| 当落 | 候補者名   | 年齢 | 所属党派   | 新旧 | 得票数   | 得票率 | 惜敗率 | 推薦・支持 | 重複 |
| ---- | ---------- | ---- | ---------- | ---- | -------- | ------ | ------ | ---------- | ---- |
| 当   | 島村宜伸   | 69   | 自由民主党 | 元   | 80,015票 | 35.34% | ――     |            | ○    |
| 比当 | 中津川博郷 | 54   | 民主党     | 前   | 70,189票 | 31.00% | 87.72% |            | ○    |
|      | 宇田川芳雄 | 74   | 無所属の会 | 前   | 58,250票 | 25.72% | 72.80% |            |      |
|      | 安部安則   | 47   | 日本共産党 | 新   | 17,985票 | 7.94%  | 22.48% |            | ○    |

時の内閣：第1次森内閣 解散日：2000年6月2日 公示日：2000年6月13日
当日有権者数：41万7198人 最終投票率：56.36%（前回比：4.77%） （全国投票率：62.49%（2.84%））
| 当落 | 候補者名   | 年齢 | 所属党派   | 新旧 | 得票数   | 得票率 | 惜敗率 | 推薦・支持 | 重複 |
| ---- | ---------- | ---- | ---------- | ---- | -------- | ------ | ------ | ---------- | ---- |
| 当   | 宇田川芳雄 | 71   | 無所属     | 新   | 72,825票 | 32.08% | ――     |            | ×    |
|      | 島村宜伸   | 66   | 自由民主党 | 前   | 69,543票 | 30.63% | 95.49% |            | ○    |
| 比当 | 中津川博郷 | 51   | 民主党     | 新   | 53,897票 | 23.74% | 74.01% |            | ○    |
|      | 安部安則   | 44   | 日本共産党 | 新   | 30,772票 | 13.55% | 42.25% |            |      |

時の内閣：第1次橋本内閣 解散日：1996年9月27日 公示日：1996年10月8日
当日有権者数：39万6286人 最終投票率：51.59% （全国投票率：59.65%（8.11%））
| 当落 | 候補者名 | 年齢 | 所属党派   | 新旧 | 得票数   | 得票率 | 惜敗率 | 推薦・支持 | 重複 |
| ---- | -------- | ---- | ---------- | ---- | -------- | ------ | ------ | ---------- | ---- |
| 当   | 島村宜伸 | 62   | 自由民主党 | 前   | 77,753票 | 38.99% | ――     |            | ○    |
|      | 佐藤直子 | 41   | 新進党     | 新   | 64,942票 | 32.56% | 83.52% |            |      |
|      | 井上和雄 | 44   | 民主党     | 新   | 28,805票 | 14.44% | 37.05% |            | ○    |
|      | 安部安則 | 40   | 日本共産党 | 新   | 27,923票 | 14.00% | 35.91% |            |      |

- 井上は第42回以降14区で活動。